# Electronic Journal of Vedic Studies
Die Zeitschrift Electronic Journal of Vedic Studies (EJVS) – unter der Herausgeberschaft von  Michael Witzel, Harvard University – veröffentlicht seit 1995 Forschungsbeiträge aus dem Bereich der Vedischen Studien.

## Profil
In der ersten Ausgabe wurde das Profil der Zeitschrift wie folgt umschrieben:

“This journal is open to all bona fide scholars in Vedic Studies. It is monitored for
style and content by the Editor-in-Chief.
Our aim is to disseminate our work quickly.
There is copyright but with automatic permission to publish anywhere else later on
when the author wishes to do so.
We include articles, brief communications, abstracts, reviews, and news (such as on
conferences, meetings, Ph.D. projects of our students, etc.).
We may consider a column of answers to comments on articles published in the
journal, with final comments by the author (like the format used in Current
Anthropology).
Sukhinas te panthaanas santu!”

Für die Zeitschrift ist ganz typisch, dass je Ausgabe häufig nur ein Artikel ohne Editorial und ohne Rezensionsteil erscheint. Ein Vorwort des Herausgebers – Michael Witzel – hat es ohnehin nur in ganz wenigen Ausgaben gegeben und zwar bislang (Stand 2022) im ersten und zweiten Heft 1995, im ersten Heft 1996, im zweiten Heft 1997, 1999 und 2000 sowie im ersten und dritten Heft 2002 sowie im ersten Heft 2003 (in diesem Fall zusammen mit Jan E. M. Houben).

## Redaktion und Herausgeber
Herausgeber („Editor-in-chief“) ist Michael Witzel von der Harvard University, Chefredakteurin („Managing Editor“) ist Enrica Garzilli von der Universität Perugia. Sie wird dabei von Makoto Fushimi („Assistant Editor“), der wie Witzel an der Harvard University forscht und lehrt. Der Redaktion der Zeitschrift gehören an Madhav Deshpande (University of Michigan, Ann Arbor), Harry Falk (Freie Universität Berlin), Yasuke Ikari (Universität Kyōto), Boris Oguibénine (Universität Straßburg) und Asko Parpola (University of Helsinki).

## Open-Access
Das EJVS war von Anbeginn als Open Access Zeitschrift konzipiert und wurde ursprünglich auf der Homepage von Professor Witzel gehostet. Um die Langzeitarchivierung, die Zitierfähigkeit durch die Zuweisung von DOIs sowie die Suchmöglichkeiten nach Artikeln zu verbessern wird das Journal seit 2015 auf Dokumentenservern der Universitätsbibliothek Heidelberg bereitgestellt.